# シウダービクトリア
シウダービクトリア (Ciudad Victoria) は、メキシコのタマウリパス州の州都。メキシコ北東部の東シエラマドレ山脈のふもとにある。北はグエメス、南はジェラ、東はカサス市、西はハウマベ市に隣接している。市はモンテレイから246 km、アメリカ合衆国との国境から319 kmに位置している。
シウダービクトリアは、メキシコの最初の大統領であるグアダルーペ・ビクトリアにちなんで名付けられた。
1825年、シウダービクトリアは州都になった。 タマウリパス自治大学やシウダービクトリア工科大学などの高等教育機関の本拠地。
ヘネラルペドロホセメンデス国際空港は市の郊外にある。州の行政の中心地として、3つの政治権力が立地している。また、観光や文化的施設が集まっている。

## 設立前
1746年9月3日土曜日、ヌエバ・エスパーニャ副王フアン・フランシスコ・デ・グエメス・イ・オルカシタスがセノ・メヒカーノ（メキシコ湾西岸）の植民地を設立し、ヌエボ・レオン王国から独立した。2年後、1748年12月25日水曜日、ホセ・デ・エスカンドン・イ・エルゲラは、スペインのカンタブリア州の首都サンタンデールにちなんで名付けられたヌエボ・サンタンデール後期植民地の一部であるビジャ・デ・ジェラを設立した。シウダービクトリアは、1750年10月6日にビジャ・デ・サンタ・マリア・デル・アグア・デ・アグアヨとして設立された。

ヌエバ・エスパーニャ副王領

## 歴史
ビジャ・サンタ・マリア・デ・アグアヨは、ドン・フアン・フランシスコ・デ・グエメス・オルカシタス伯爵の夫人でスペインのサンタンデール州アグアヨ出身のドニャ・アントニア・セフェリーナ・パチェコ・デ・パディージャにちなんで名付けられた。
この集落は、シエラ・ゴルダ伯爵ホセ・デ・エスカンドン・イ・エルゲラによって、メキシコのセノ海岸の平定と植民地化のための2回目の戦役の最中に設立された。
スペインの入植地は東は平野に面し、西は東シエラマドレ山脈に囲まれていた。東シエラマドレ山脈は、北と東からの風を受けた戦略的な場所だった。この町は、灌漑事業を計画し実施したドン・フアン・デ・アスティガラガ総督によって統治された。彼の施策は、農業生産の増加、そしてその後の人口の増加につながった。
宗教的には、開拓地はアントニオ・ハビエル・デ・アレチャガというフランシスコ会のカトリック司祭の指揮下にあった。教会は以前に設立されたものよりも進歩していた。なぜなら、教会は地元の先住民にも開かれていた。
アスティガラガ総督はビジャ・デ・アグアヨが設立されてから3年後に亡くなり、その後、エスカンドンは後任の総督としてドン・ミゲル・デ・コルドバを任命した。
新総督の管理下で植民地は発展を続けた。1757年の統計では、集落は8600頭の牛と馬を持ち、4100頭の小牛がいた。
ベルギー系の貴族で軍人のホセ・デ・クレイウィンケルは、入植地を訪れたときに、ボカ・デ・カバジェロスに放棄されたオラザラン鉱山の再活性化を副王に提案した。この手段によって町は繁栄し、新しい利益を生み出し、新しい入植者を引き付けた。ビジャ・デ・アグアヨはすぐにメキシコの主要な町になった。
クレイウィンケルはまた、シエラ・マドレの渓谷にランチェリアを持っており、彼らの土地の定義で分界の羊飼いと地所を悩ませていた反抗的なシゲの先住民に対する戦役を行うことをその時に副王に提案した。アグアヨの襲撃に到着し、近くのスペイン人入植地であるハウマベとジェラに対するハナンブレの人々の攻撃に加わった。
この日までに、いくつかの石造住宅がアグアヨに建設され始め、カトリック教会の建設のための材料が集められ、大きなサトウキビのプランテーションが周辺の土地に設立された。この町の周辺では、サン・フェルナンドとラ・マリーナの製塩所から集められる塩取引も行われた。
スペイン本国と同様に、土地はカトリック教会、公共広場、軍隊の本部に割り当てられた。住宅は分散し、409人の58の家族で構成されていた。
集落を横切った川はサン・マルコスと呼ばれ、そこには灌漑溝があり、その豊富な水は住民の生活に十分だった。土壌は肥えており、作物と家畜の繁殖を促進した。
その場所は、植民地の最初の通過であるため、そしてその作物と家畜が大きな動きを約束し、設立当初の成長を証明する11家族であったため、王室財務省にとって有利な場所の1つだった。

### 植民地時代

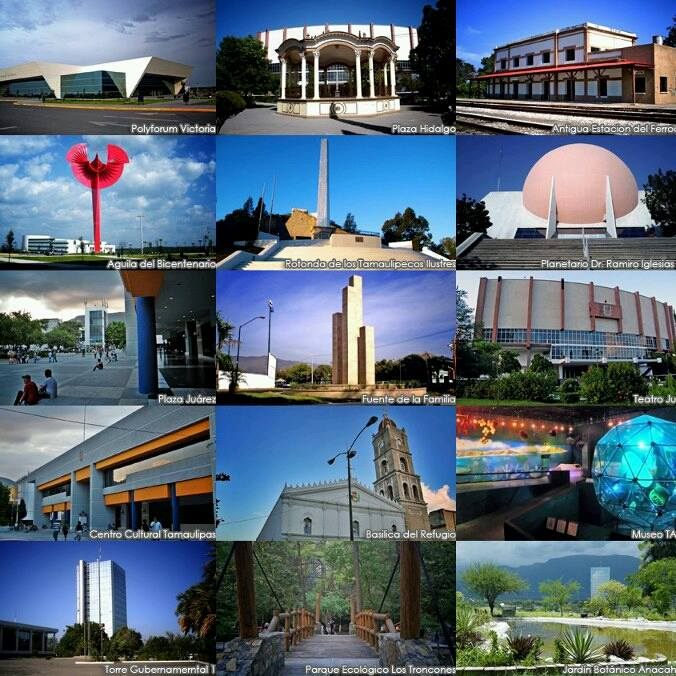
シウダービクトリアの場所

ヌエバ・エスパーニャ副王時代に一般的に建設された、宣教施設および軍事要塞を主とする村落様式とは異なり、ホセ・デ・エスカンドンによって設計された新しい人口は、文化的、社会的、政治的、経済的領域に顕著な違いがあった。
18世紀のヌエボ・サンタンデールでエスカドンが現在タマウリパスとして知られている領土で開発した新しい人口は、都市と領土の開発を制御する方法を参照として持っているアイデアに基づいていた。このような都市デザインの直接的な結果は、ヌエバ・エスパーニャで国境地域を統合する新しい方法の始まりを示した。
ホセ・デ・エスカンドン・イ・エルゲラは、大部分が「一時的」に行われ、商業も発達していたため、広大な牧場と限定的な農耕を発展させた。植民地化された領土はリオ・グランデまで統合され、現在のタマウリパスの地図を構成した。
さらに、エスカンドンは、先住民による攻撃が繰り返し発生した場合に相互に支援できるように、1日後に新しい人口ごとに戦略的な場所の配置を提案した。これらは、ヌエボ・サンタンデールの植民地化を超越した特徴だった。現実は必ずしも植民地化の初期の精神を反映したものではないが、ホセ・デ・エスカンドンによって開発されたモデルは、新しいスペインで18世紀まで見られなかった新しい形態の領土占領を提案した。

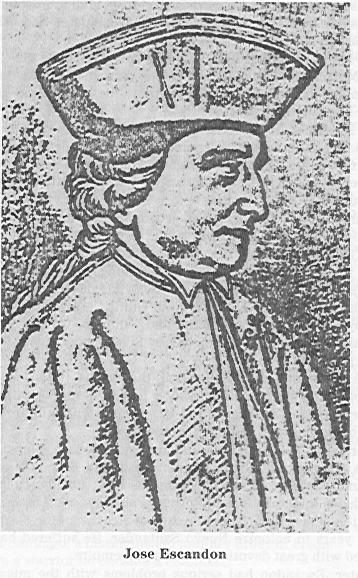
シエラ・ゴルダ伯爵ホセ・デ・エスカンドン・イ・エルゲラ

### 独立後

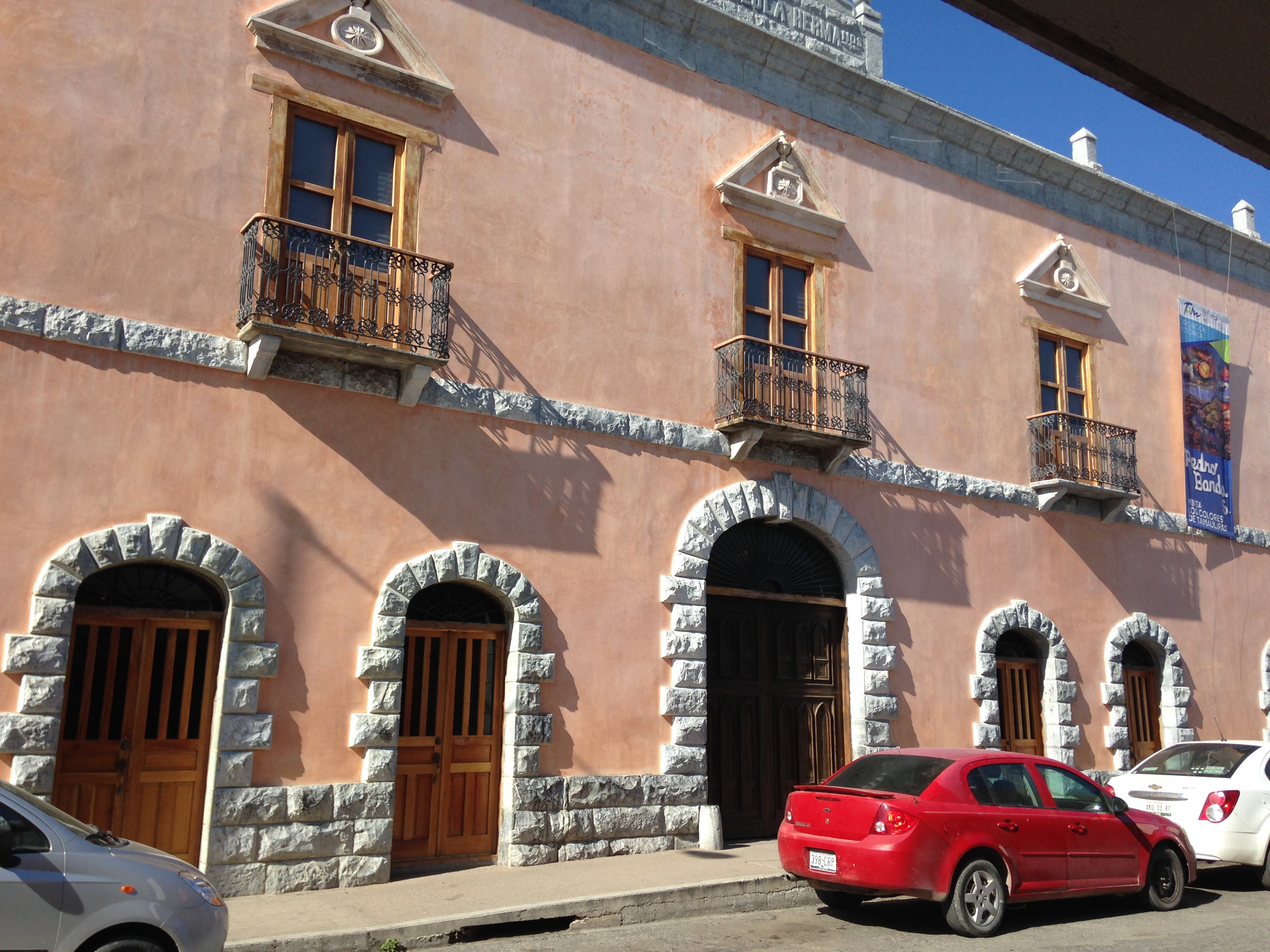
メキシコ、シウダービクトリアのピナコテカ・タマウリパスが入居するように復元されたカサ・デ・ロス・エルマノス・フィリソラ

メキシコ独立後、1820年にヌエボ・サンタンデールは「タマウリパス」と改名され、州議会は1825年4月20日にビジャ・アグアヨを「都市」のカテゴリーに昇格させることを命じた。メキシコの最初の大統領、グアダルーペ・ビクトリアに敬意を表して、ビクトリアの名前を承認する3つの大国と州の首都。「首都令、都市と名前のタイトル」は、タマウリパス州副知事のエンリケ・カミロ・スアレスが署名し、封印を押した第1回議会の委任により発行された。
この首都で、州知事のルーカス・フェルナンデスは5月4日にスペインの君主制の命令で侵略を拒否する命令を出した。イシドロバラダス准将が指揮するスペインの前衛軍による再征服の試みは、1829年9月11日、タマウリパス州タンピコで停滞した。国軍の先頭には将軍がいた：フェリペ・デ・ラ・ガルサ・シスネロス、マヌエル・ミエとテラン、アントニオ・ロペス・デ・サンタ・アンナ。タンピコの戦い（1863年）は、侵略者がメキシコ軍に降伏したメキシコでの外国の介入に対する数少ない戦いの1つだった。
1846年、メキシコとアメリカの戦争で、シウダービクトリアは12月25日にアメリカ合衆国からの部隊に占領され、戦争の終わりに解放された。
1898年、ポルフィリオ・ディアス大統領は、イダルゴ通りを下って鉄道駅まで走り、アシエンダ・デ・タマタンの支部に至る、動物が描く都市鉄道の運営を後援した。同じ年に、パリのシャンゼリゼ通りに触発されたパセオ・メンデスが開通した。

### 20世紀
市は、19世紀後半から20世紀初頭に産業変革を開始し、グアダルーペ・マイネロ・フアレスの管理により、市への投資と改善が行われた。
1910年9月15日、鉄道駅「ラ・レコレッタ」の前にある「プラサ・コロン（コロンブス広場）」に独立の英雄の記念碑が開設された。1917年、アルベルト・カレラ・トーレス将軍の市営パンテオンの壁で射殺され、違法な戦争評議会によって裁判にかけられ、フランスのパンテオンに埋葬された。
以前は市の社会的相互主義センターとして知られていたビクトレンセ・カジノACは、1929年に設立された。都市の都市構造と建築構造は、19世紀後半から20世紀初頭の建物である。連邦高速道路85およびその他の道路工事の創設により、首都はメキシコとアメリカ合衆国の国境および国の中心部に接続された。1939年に工学。マルテ・R・ゴメスは、現在彼の名前を冠し、チームがコレカミノスフットボールクラブでプレーするオリンピックタイプのスタジアムを開設した。
1941年、現在「ヘネラル・ペドロ・ホセ・メンデス」国際空港と呼ばれる「エル・ペタケーニョ」空港が営業を開始した。

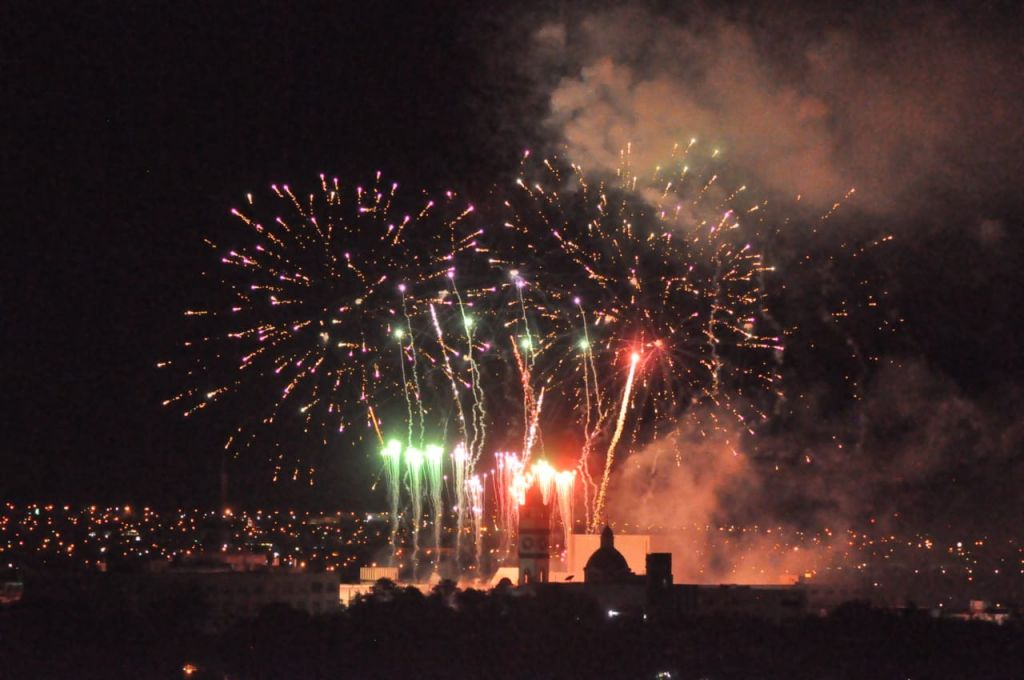
独立記念日のシウダービクトリアの花火

1951年に新しい政府宮殿が開設され、旧劇場「カジノ」または「フアレス」があった建物に建てられた。新しい「フアレス」劇場は1957年に開設された。「水晶塔 (Torre de Cristal)」として知られる政府の塔は、1980年以来首都に存在している。

### 21世紀
2010年7月1日の早朝、ハリケーンアレックスが市を襲い、街灯、看板、信号機、無数の樹木が破壊され、24時間以上電気と水道水が停止した。

## 紋章

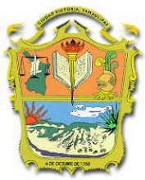
シウダービクトリアの紋章

紋章は、ビダル・マルティネス教授の主導で1971年12月18日に作成された。紋章には次の特徴がある。側面には、ビクトリアが州都であることを表す州の地図、天秤、剣、羊皮紙が3つの力を表す。本は教育を象徴し。トーチは自由の光を象徴し、日付は財団の歴史、風景は創設者の到着時の地域の地理的環境を象徴し、ヘネケンは農業生産を表す。

## 政治
自治体はタマウリパス州の公式の州都として認識され、1825年にビクトリアと名付けられ、ビクトリア基礎自治体の長が最終的に立法、行政、司法権の座を割り当てた。
州に関しては、州政府の行政機関および州知事の公邸はビクトリアにある。
市は、市議会によって管理されている。

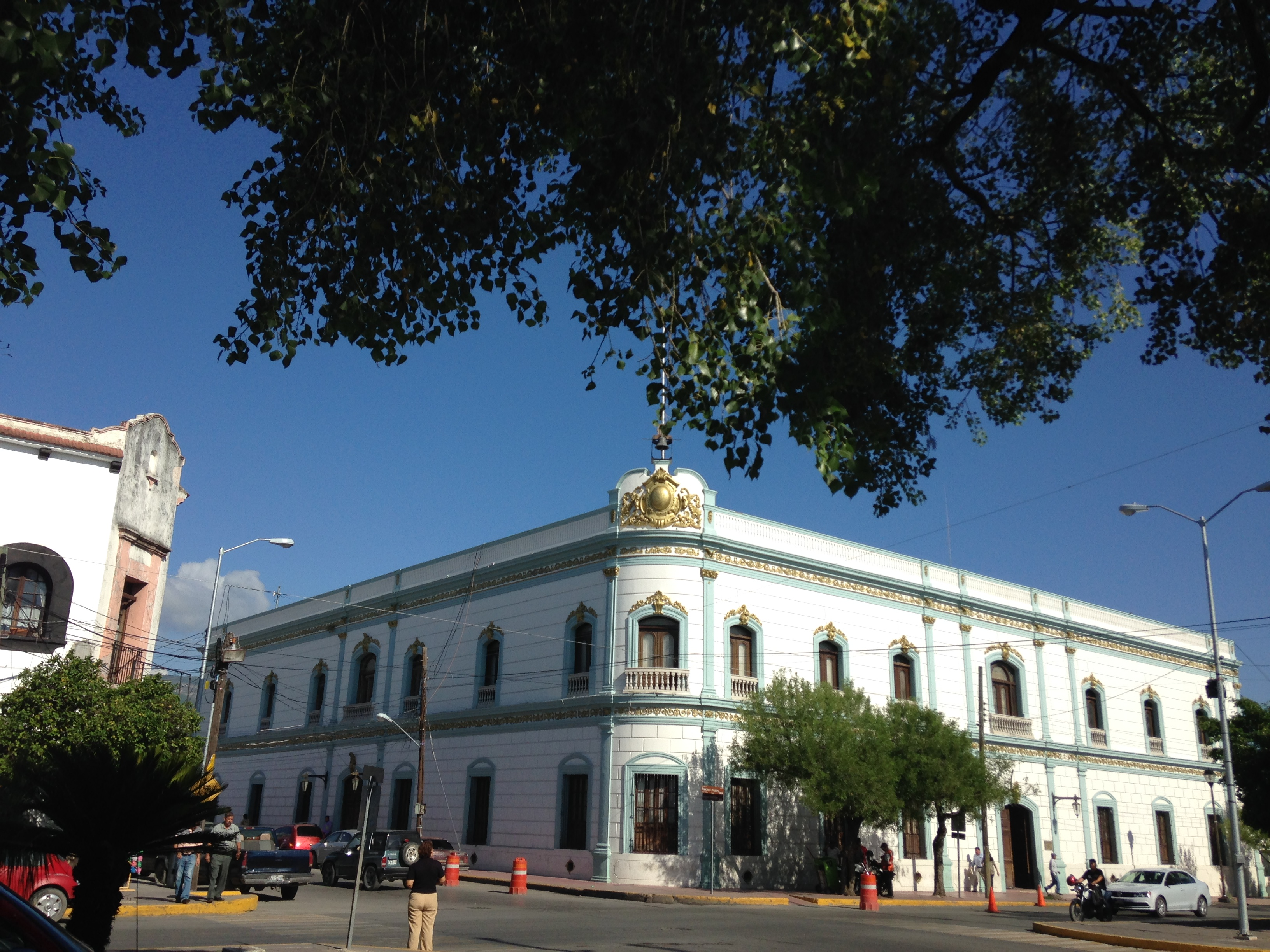
シウダービクトリア市議会の建物

シウダービクトリアの市政府は、2つのシンジケート、14人の評議員と代議員で構成されている。有権者登録数は252,852人であり、州の第15選挙区とタマウリパス州の第5連邦区に属する。

## 人口統計

### 人口
国立統計地理研究所（INEGI）によると、2010年に実施された調査では、ビクトリアの人口は346,029人で、そのうち164,801人が女性、157,152人が男性だった。
ビクトリア基礎自治体は、人口の94.7%が市に集中し、残りは農村である。
ビクトリアは、1人当たりの殺人発生率が世界で最も高い都市の1つである。

### 宗教

聖母カトリック大聖堂

宗教については、人口の90%がカトリック、5%がプロテスタント、2%がユダヤ、3%がその他の宗教であると公言しているため、シウダービクトリアは比較的カトリックの多いの州都である。12月12日に、グアダルーペの聖母を称えて、さまざまなイベントが聖域で開催される。花火やダンスがある。

## 教育
シウダービクトリアには、幼稚園から大学院まで幅広い教育機関がある。非識字率は人口の3.7%である。
「Marte R. Gomez」は、市内で最も有名な図書館である。州都にはいくつかの市立図書館がある。

### 高等教育
1950年に設立されたタマウリパス自治大学（UAT）の本部キャンパスがあり、40,000人以上の学生が在籍している。
シウダービクトリア工科大学（ITCV）は、州の中心部にある最初の技術機関であり、1975年に開学した。
ラ・サジェ・ビクトリア大学（ULSA）は、カトリック系の私立教育機関であり、上層および中等教育レベルの学生がいる。工学、科学、人文科学の分野をカバーし、医学部キャンパスと病院がある。

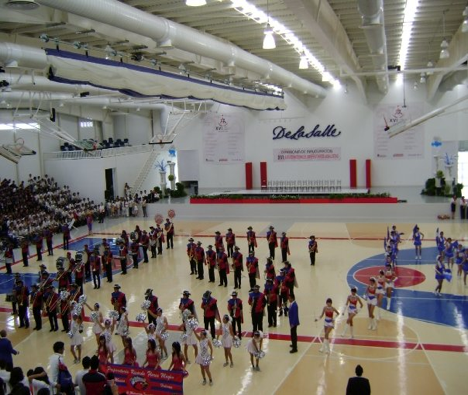
ラ・サジェ大学の体育館

2007年、メキシコ工科大学の一部であるビクトリア工科大学（UPV）が発足し、工学、大学院、遠隔教育を提供している。
教員養成の学校には、Benemérita Escuela Normal Federalizada de Tamaulipas（BENFT）、タマウリパス師範学校（ESNT）、および教育者の師範学校（ENFE）がある。
他の高等教育機関は、私立のバジェ・デ・メヒコ大学（UVM）、ビサカヤ・デ・ラス・アメリカス大学である。科学研究所とタマウリパス高等研究所（ICEST）、国立教育大学（メキシコ）（UPN）、北タマウリパス大学（UNT）、大学研究センター（CEU）もある。

## 交通
市内および周辺の近隣のエヒドを循環する32の都市ルートがあり、主要バスの公共交通機関、タクシーサービス、学校の交通機関として最も使用されているミニバスとバス、およびペドロJ.メンデス空港がある。都市道路のほぼ59%に何らかの舗装があり、繁華街は95%である。

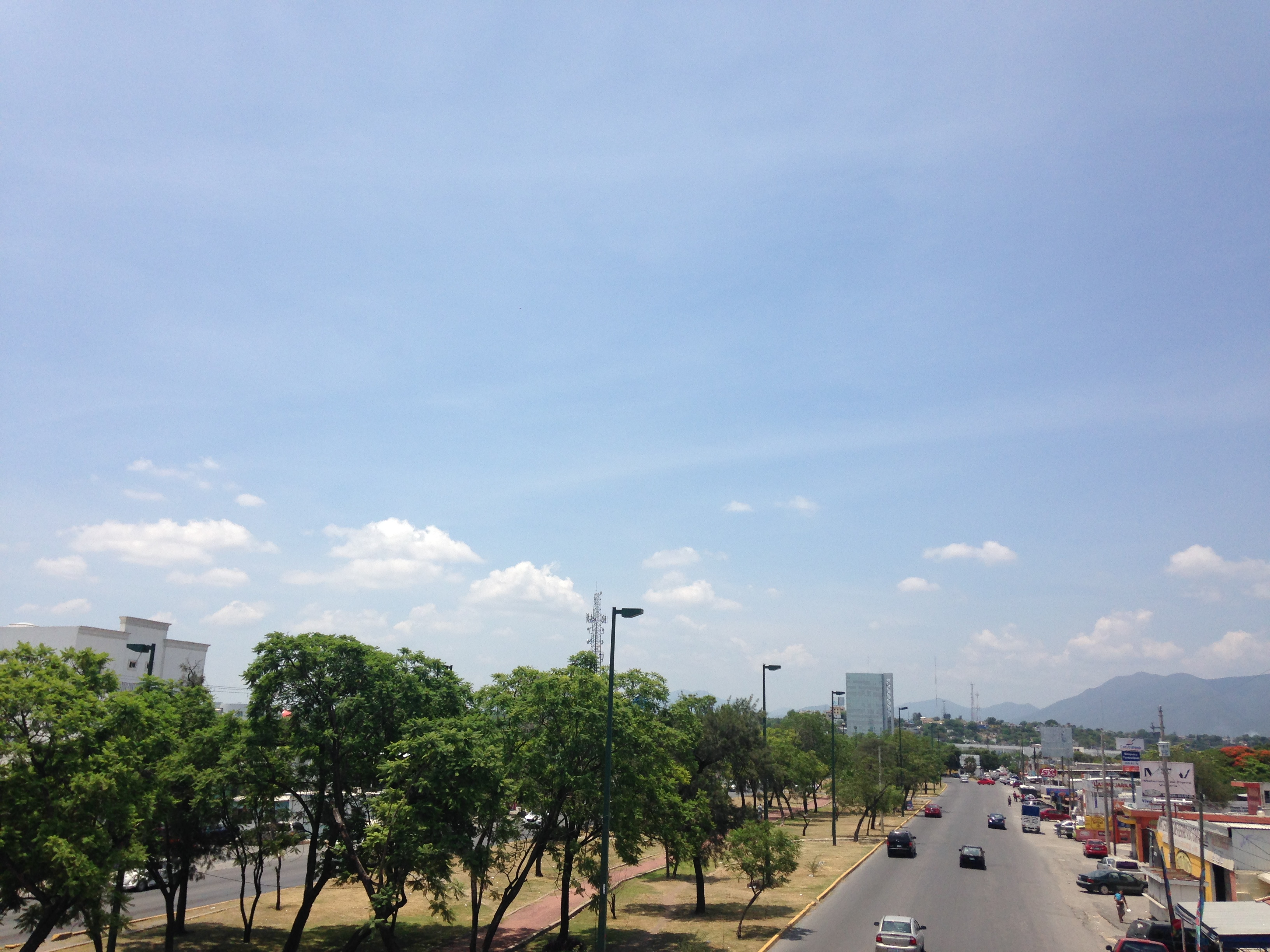
ビクトリアの大通り

市には幾つかのバスターミナルがある。バスの目的地は、モンテレー、タンピコ、アルタミラ、ベラクルス、レイノサ、サルティヨ、マタモロスなど。
連邦高速道路81と80は、アルタミラ、タンピコ、マデロと接続している。市には、歩道橋、サンマルコス川を横断する車用の6つの橋がある。

## ローカルメディア
市には、電信局とメキシコ郵便が提供する小包、手紙、はがきを扱う郵便局がある。
市内のAMおよびFMラジオ局には、州政府が所有するXEVIC-AMおよびXHVIC-FMラジオタマウリパスが含まれる。

## 文化
シウダービクトリアには、博物館、動物公園、緑地、自然地域などの観光スポットがいくつかある。

### タマタン動物園

タマタン動物園

動物界の種別エリアを持つ動物園。重要な観光施設であり、自然の保護と尊重を促進するように設計された動物園である。5つのエリアに分かれ、オープンスペースでさまざまな種を紹介している。植物、岩、滝などの自然環境に囲まれている。

### 21世紀文化レクリエーションパーク

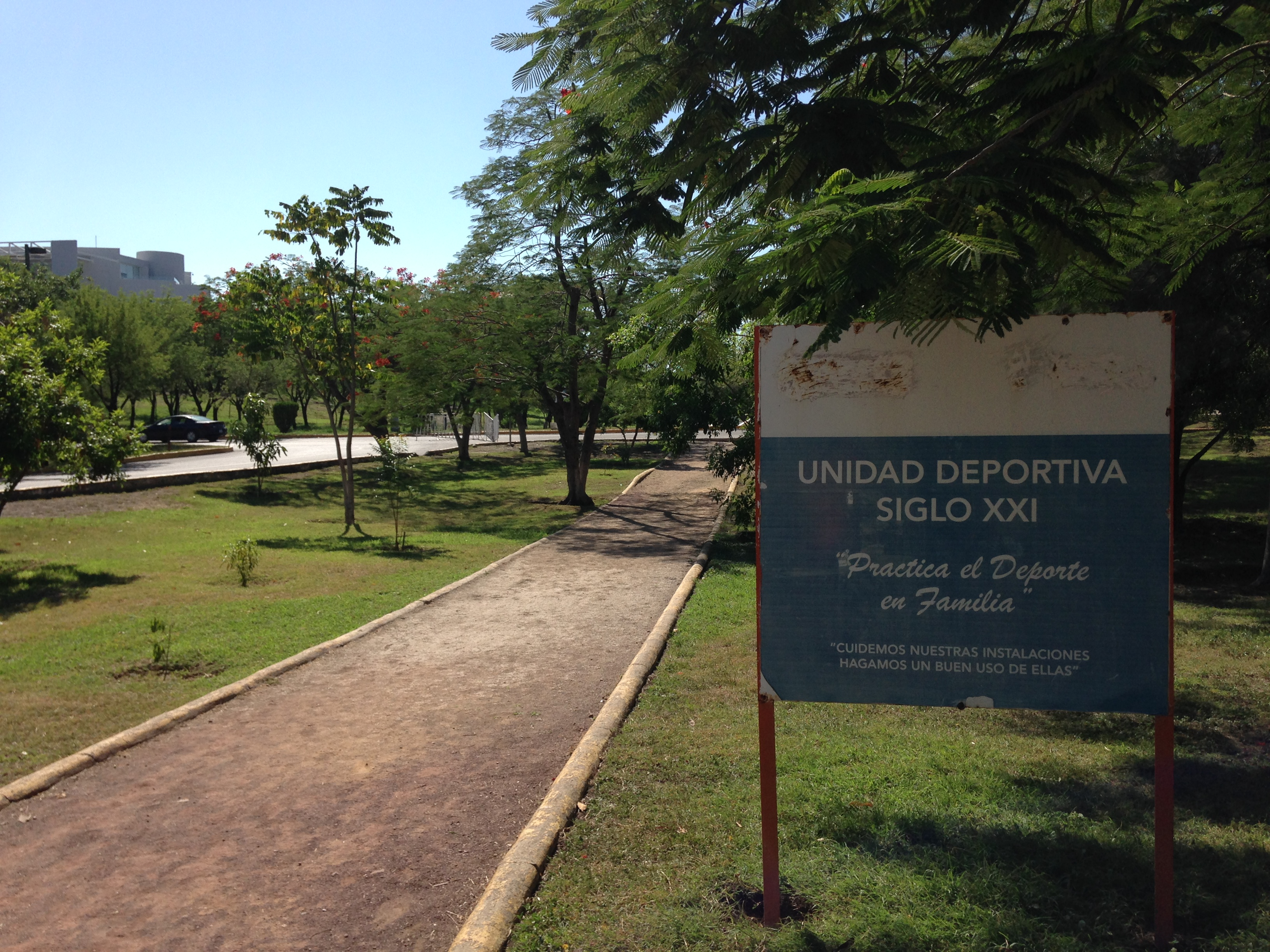
シウダービクトリアの21世紀スポーツユニット

子供向けのゲーム専用のエリア、サッカー場、いくつかのプールがある。このスペースには、プラネタリウムと博物館、植物園、ウォーキングとジョギング用の緑豊かなエリアがある。

### タマタンレクリエーションパーク
公園ではさまざまな屋外アクティビティを楽しめる。緑地と水域、遊び場、レストランがある。

### ロス・トロンコネス生態公園

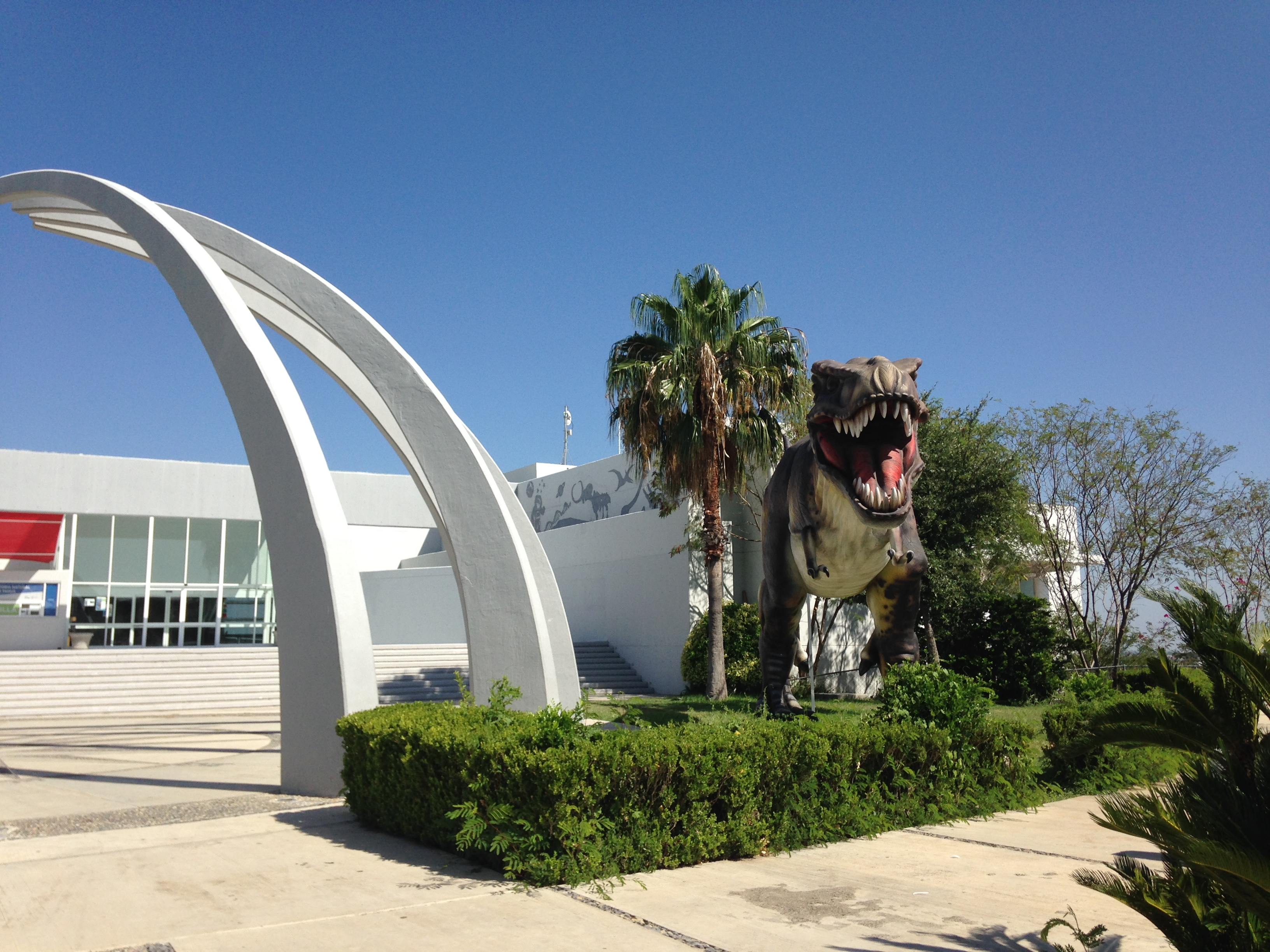
タマックス自然史博物館

東シエラマドレ山脈のふもと、エヒド・ラ・リベルターに位置し、観光と生態の中心地。小川、滝、動植物に囲まれた植物に囲まれたレクリエーション公園。グリル、庭園、子供用ゲームが備わっている。

### ラミロ・イグレシアス・レアルプラネタリウム
1992年、シウダービクトリアのプラネタリウムが開設された。これは、連邦共和国の北部および北東部にある科学技術の普及センターの1つである。プロジェクトドキュメンタリーや科学講演を一般に公開する。1998年からタマウリパスの科学者「ラミロイグレシアス博士」の名前を冠した。

### タマウリパス文化センター
公共図書館、アマリア・G・デ・カスティージョ・レドン劇場、映画館、ダンス、音楽のプレゼンテーション、彫刻、絵画、文学、劇場などの文化的および芸術的活動の展示とプレゼンテーションのためのいくつかの講堂を収容する文化空間。

### タマウリパス自然史博物館TAMUX

タマタンレクリエーションパーク

「TAMUX」としても知られるタマウリパス自然史博物館は、2004年2月に活動を開始し、科学の普及、自然、空間、生物多様性に有利な文化の促進に取り組んでいる。博物館が設立された時、1992年から運営されているシウダービクトリアのプラネタリウム「Dr. Ramiro Iglesias Leal」がその一部になった。博物館の名前「TAMUX」は、「ミーティングポイント」を意味するHuastecの言葉である。

### タマウリパス歴史博物館

タマウリパスフェア。

旧ビセンティーノ避難所、現在のタマウリパス地域歴史博物館の建設は、19世紀の終わり、グアダルーペ・マイネロがタマウリパス州知事だった時、タマウリパス教区の第三司教であるフィレモン・フィエロ・テランの要請により開始された。2003年2月12日から、この博物館は訪問者に州の文化遺産のサンプルを提供する運用を開始した。多くの国内および国際的な展示会を開催している。

### 芸術の家
芸術の家は1911年に建設を開始した。ここには、師範学校と幼稚園が設置された。1962年に青少年と女性の研究所が設立され、1974年にタマウリパス美術館と呼ばれた。

芸術の家

1980年には、タマウリパス文化芸術研究所の名前が付けられた。2011年にITCAの管理部門となり、さまざまな文化分野のコースとワークショップを提供し、学生が芸術的なスキルを磨き、コミュニティでの文化活動を促進および普及できるようにした。音楽、ダンス、造形芸術、文学、演劇の分野が教えられている。

### フアレス劇場
タマウリパス自治大学の管轄下にある歴史研究研究所を収容する劇場。オラシオ・テラン・スマヤが知事の時代、1957年1月5日にアドルフォ・ルイス・コルティネス大統領により落成式が挙行された。タンピコの画家アルフォンソ・ハビエル・ペーニャの壁画がある。

### タマウリパス国際フェスティバル
10月の間、タマウリパス州は、各自治体でタマウリパス国際フェスティバルを祝う。このフェスティバルでは、オペラや演劇などのアーティストによるコンサートなど、音楽および文化イベントが開催される。

### 文化行事

ビセンテナリオ公園

街には、Libre17という家族と文化のスペースがある。

### ビセンテナリオ公園
この公園は、州政府の役所、ポリフォルムからなる見本市会場を集中させたエリア。

### タマウリパスフェア
州都で毎年開催される文化的なイベントであり、古典的な機械式ゲームに加えて、タマウリパス州のすべての自治体のスタンドがあり、彼らの文化と料理を展示する。全国のアーティストによるコンサートなどのイベントがある

### ポリフォルム・ロドルフォ・トーレ・カントゥ
もともと「ポリフォルム・ビクトリア」と呼ばれていたコンベンションセンターで、ビセンテナリオ公園にあり、2009年12月に発足した。そのインテリアはいくつかの独立した部屋に分割でき、5000㎡のメインホールと12の250㎡の建設で5,000人を快適に収容する能力を備えている。

## 公共サービス

### 飲料水と排水
シウダービクトリアの上下水道委員会（COMAPA）は、市にサービスを提供する市政の公的機関。次のものが含まれる：計画、研究、予測、予算編成、建設、修復、拡張、運用、管理、保存および改善、飲料水および下水システム、ならびに排水の処理。
家庭用の90.90%（住宅および住宅地）、商業用の7.32%（ビジネスおよびセルフサービス店）、公共用の1.38%（緑地、広場など）、および産業用の0.40%使用、1秒あたり1,100リットルの処理能力、および25、179、604立方メートルの年間処理量

### 電気インフラ
州都の人口の97.50%が電力を利用でき、地域の全国平均とほぼ同等。街路照明ネットワークは合計29,100の街灯（2016年10月現在）で構成されており、そのうち10、800のみが稼働しており、残りは稼働していない。

### 衛生
州都でのゴミの収集は、市をカバーするいくつかのルートでカバーされており、市町村によって提供されるサービスである。毎日の収集能力は200トン。

### 健康

地域高等専門病院

健康保険は、州の機関、Popular Insurance、Mexico Social Security Instituteによってカバーされている。それは住民による医療の状態で州の2番目の都市であり、医療サービスにすぐにアクセスできない人口は11.8%である。タマウリパス州には、公共と民間の両方の医療サービスがある。
総合ビクトリア病院。タマウリパスの繁華街で医療サービスを提供し、衛生管轄第1の周辺で医療を提供する。シウダービクトリア小児病院;ビクトリア市民病院;シウダービクトリアの高専門地域病院。いくつかの専門分野で専門的、外科的および看護サービスを提供する。ラ・サジェ病院シウダービクトリアは、ラ・サジェ・ビクトリア大学の教育インターンシップ病院である。

### スポーツ
シウダービクトリアでは、さまざまなスポーツアクティビティがある。プロのサッカーの分野では、タマウリパス自治大学のコレカミノスのチームが際立っており、13,500人を収容できる市内中心部にあるマルテ・R・ゴメススタジアムおよびタマウリパス自治大学のビクトリア大学センターにあるエウヘニオ・アルビソ・ポラス大学スタジアムで公式試合を行っている。

スポーツ複合施設

スポーツユニットAdolfo Ruiz Cortinezには、バスケットボール、サッカー、バレーボール、屋内体育館を練習するための施設がある。このスポーツ施設には野球場もある。

マルテ・ロドルフォ・ゴメススタジアム。

「アメリコ・ビジャレアル・ゲーラ」という名前のシウダービクトリアスポーツセンターは、体操、フェンシング、重量挙げ、ダイビング、水泳、陸上競技、ボクシング、柔道、アーチェリー、バスケットボール用のスペースがあるスポーツセンター。全国のスポーツイベントでタマウリパス州を代表することを目的として、主に上級アスリートが使用する。

### 郷土料理

Gorditas

シウダービクトリアの料理は、肉、トウモロコシ、魚介類の3つの主要要素で構成されている。バーベキューに加えて、砕いたチョリソ。

シウダービクトリアのフラウタ

街の典型的な食べ物の1つはゴルディタスです。ゴルディタスは、細かく切った肉、砕いた乾燥肉などを詰めた小さな厚いコーントルティーヤで構成されている。
シウダービクトリアのフラウタは、コーントルティーヤではなく、小麦粉のトルティーヤで作られている。それらは州都で非常に一般的であり、どこでも見つけることができる。また、典型的なメキシコ料理、有名な「フラウタ」、ヤシの花の人口の大部分または「チョチャ」として知られる消費に焦点を当てたレストランが多数ある。
地域特有のデザート：クルミ、サツマイモ、ココナッツ、パイナップルココナッツなどのナツメヤシ。また、結晶化した果物とピロンチージョで甘くしたゴルディタス。

## 姉妹都市
- マタモロス、タマウリパス州、メキシコ
- レイノサ、タマウリパス、メキシコ
- タンピコ、タマウリパス、メキシコ
- ヌエボラレド、タマウリパス、メキシコ
- シウダーマンテ、タマウリパス州、メキシコ
- モンテレー、ヌエボレオン、メキシコ
- サンルイスポトシ、サンルイスポトシ、メキシコ
- マサトラン、シナロア、メキシコ
- チルパンシンゴ、ゲレロ、メキシコ
- マッカレン、テキサス、アメリカ合衆国

## 気候

東シエラマドレ山脈

| シウダービクトリアの気候 | シウダービクトリアの気候 | シウダービクトリアの気候 | シウダービクトリアの気候 | シウダービクトリアの気候 | シウダービクトリアの気候 | シウダービクトリアの気候 | シウダービクトリアの気候 | シウダービクトリアの気候 | シウダービクトリアの気候 | シウダービクトリアの気候 | シウダービクトリアの気候 | シウダービクトリアの気候 | シウダービクトリアの気候 |
| 月                       | 1月                      | 2月                      | 3月                      | 4月                      | 5月                      | 6月                      | 7月                      | 8月                      | 9月                      | 10月                     | 11月                     | 12月                     | 年                       |
| ------------------------ | ------------------------ | ------------------------ | ------------------------ | ------------------------ | ------------------------ | ------------------------ | ------------------------ | ------------------------ | ------------------------ | ------------------------ | ------------------------ | ------------------------ | ------------------------ |
| 最高気温記録 °C （°F）   | 36.0 (96.8)              | 39.0 (102.2)             | 41.5 (106.7)             | 45.0 (113)               | 47.5 (117.5)             | 48.5 (119.3)             | 42.0 (107.6)             | 42.0 (107.6)             | 41.0 (105.8)             | 39.9 (103.8)             | 38.0 (100.4)             | 37.0 (98.6)              | 48.5 (119.3)             |
| 平均最高気温 °C （°F）   | 22.7 (72.9)              | 25.2 (77.4)              | 29.0 (84.2)              | 32.2 (90)                | 34.0 (93.2)              | 35.2 (95.4)              | 35.0 (95)                | 35.2 (95.4)              | 32.7 (90.9)              | 29.8 (85.6)              | 26.4 (79.5)              | 23.4 (74.1)              | 30.1 (86.2)              |
| 日平均気温 °C （°F）     | 16.4 (61.5)              | 18.2 (64.8)              | 21.8 (71.2)              | 25.0 (77)                | 27.0 (80.6)              | 28.3 (82.9)              | 28.2 (82.8)              | 28.3 (82.9)              | 26.5 (79.7)              | 23.7 (74.7)              | 20.3 (68.5)              | 17.2 (63)                | 23.4 (74.1)              |
| 平均最低気温 °C （°F）   | 10.0 (50)                | 11.3 (52.3)              | 14.5 (58.1)              | 17.8 (64)                | 20.1 (68.2)              | 21.5 (70.7)              | 21.5 (70.7)              | 21.4 (70.5)              | 20.3 (68.5)              | 17.6 (63.7)              | 14.1 (57.4)              | 10.9 (51.6)              | 16.8 (62.2)              |
| 最低気温記録 °C （°F）   | −1.0 (30.2)              | −1.5 (29.3)              | 2.0 (35.6)               | 4.0 (39.2)               | 10.5 (50.9)              | 12.5 (54.5)              | 8.0 (46.4)               | 10.5 (50.9)              | 6.0 (42.8)               | 6.7 (44.1)               | 1.0 (33.8)               | −6.0 (21.2)              | −6 (21.2)                |
| 降水量 mm （inch）       | 19 (0.75)                | 14 (0.55)                | 22 (0.87)                | 27 (1.06)                | 78 (3.07)                | 125 (4.92)               | 74 (2.91)                | 96 (3.78)                | 173 (6.81)               | 71 (2.8)                 | 20 (0.79)                | 18 (0.71)                | 738 (29.06)              |
| 平均降水日数             | 2.8                      | 2.7                      | 2.7                      | 3.5                      | 6.0                      | 6.7                      | 4.2                      | 5.4                      | 8.1                      | 4.8                      | 2.7                      | 2.8                      | 52.4                     |
| 出典：Weatherbase        |                          |                          |                          |                          |                          |                          |                          |                          |                          |                          |                          |                          |                          |

## 出身著名人
- イスマエル・バルデス - 野球選手
- アラン・プリード - プロサッカー選手
- カルロス・アルベルト・ペーニャ - プロサッカー選手
- ホセ・スレイマン - 実業家